# Lepadella paparoa
Lepadella paparoa är en hjuldjursart som beskrevs av Berzinš 1982. Lepadella paparoa ingår i släktet Lepadella och familjen Lepadellidae. Inga underarter finns listade i Catalogue of Life.